# Zagórze Konkolnickie
Zagórze Konkolnickie (ukr. Загір'я-Кукільницьке) – wieś na Ukrainie, w  obwodzie iwanofrankiwskim, w rejonie halickim. 
W II Rzeczypospolitej wieś w powiecie rohatyńskim województwa stanisławowskiego. W latach 1943–1944 nacjonaliści ukraińscy z OUN-UPA zamordowali tutaj 31 Polaków.